# Stinson L-5 Sentinel
Stinson L-5 Sentinel là một loại máy bay liên lạc trong Chiến tranh thế giới II, nó được trang bị cho mọi quân chủng của quân đội Mỹ và cả không quân hoàng gia Anh.

## Variants

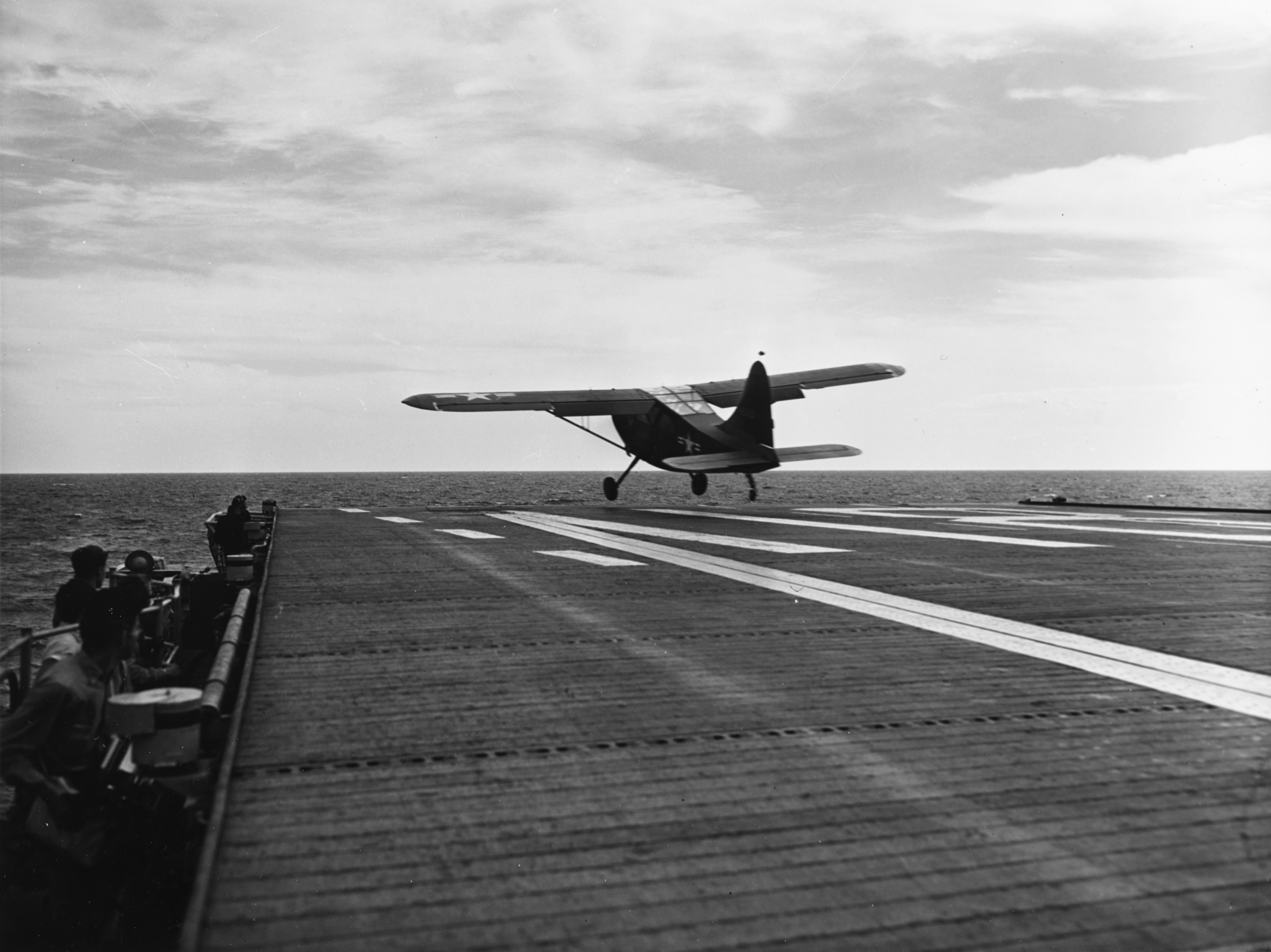
OY-2 cất cánh từ USS Sicily, 1950.

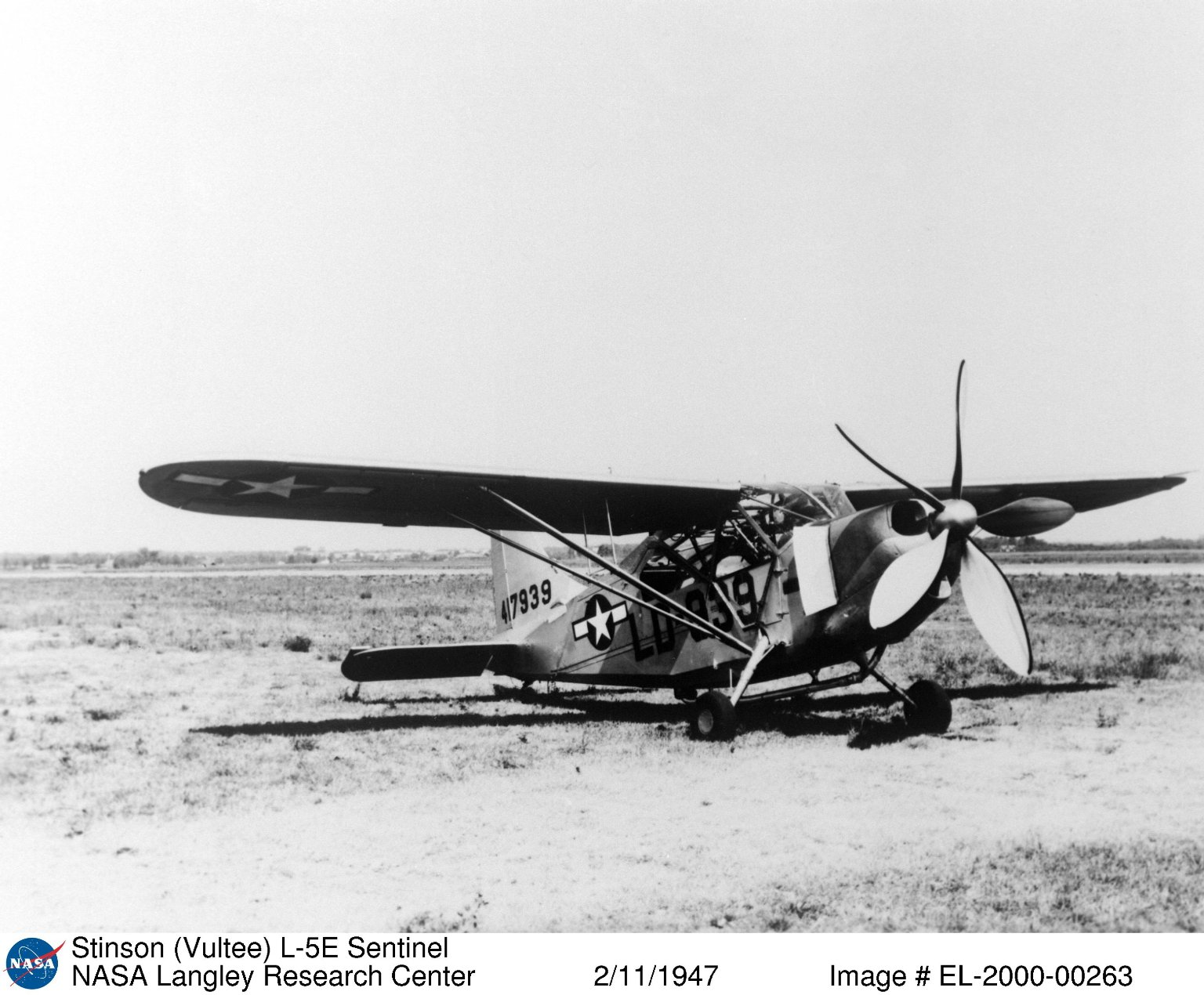
L-5E tại Langley

O-62
L-5
L-5A
L-5B
L-5C
L-5DNot adopted. No prototype built.
L-5E
L-5G
XL-5
U-19A
U-19B
0Y-1
0Y-2
Sentinel Mk I
Sentinel Mk II
L5/235

## Quốc gia sử dụng
Úc
- Không quân Hoàng gia Australia

 Ý
- Không quân Italy

 Nhật Bản
- Lực lượng An ninh Quốc gia
- Lực lượng Phòng vệ Mặt đất Nhật Bản

 Hàn Quốc
- Không quân Hàn Quốc

 Philippines
- Quân đoàn Không quân Lục quân Philippine
- Không quân Philippine

 Ba Lan
- Không quân Ba Lan

 Đài Loan
- Không quân Đài Loan

 Thái Lan
- Không quân Hoàng gia Thái Lan

 Anh Quốc
- Không quân Hoàng gia

 Hoa Kỳ
- Tuần tra Hàng không Dân sự
- Không quân Lục quân Hoa Kỳ
- Không quân Hoa Kỳ
- Thủy quân Lục chiến Hoa Kỳ
- Hải quân Hoa Kỳ

## Tính năng kỹ chiến thuật (L-5)
Dữ liệu lấy từ March Field Air Museum website

Đặc điểm tổng quát
- Kíp lái: 2
- Chiều dài: 24 ft 1 in (7,34m)
- Sải cánh: 34ft 0 in (10,36m)
- Chiều cao: 7 ft 11 in (2,41m)
- Diện tích cánh: 155 ft² (14,40m²)
- Trọng lượng rỗng: 1550 lb (702 kg)
- Trọng lượng có tải: 2020 lb (916 kg)
- Trọng tải có ích: lb (kg)
- Trọng lượng cất cánh tối đa: 2050 lb (929 kg)
- Động cơ: 1 × Lycoming O-435-1, 185hp (kW)

 Hiệu suất bay 
- Tốc độ không vượt quá: 145 knot (163 mph)
- Vận tốc tắt ngưỡng: 38 knots (42 mph, km/h)
- Trần bay: 15.800 ft (4.815,6m)
- Tải trên cánh: lb/ft² (kg/m²)
- Công suất/trọng lượng: hp/lb (W/kg)